# Minoa lutea
Minoa lutea là một loài bướm đêm trong họ Geometridae.